# كريستيان إشافاريا
كريستيان إشافاريا (بالإسبانية: Cristian Echavarría)‏ هو لاعب كرة قدم كولومبي في مركز الوسط، ولد في 10 يونيو 1997 في ميديلين في كولومبيا. لعب مع إنديبندينتي ميديلين.

## وصلات خارجية
- كريستيان إشافاريا على موقع قاعدة بيانات كرة القدم.إي يو (الإنجليزية)
- كريستيان إشافاريا على موقع Soccerway.com (الإنجليزية)